# 若拉错
若拉错（藏語：རོ་ལ་མཚོ，威利转写：ro la mtsho，THL：Rola Tso，藏语意为“死尸湖”）位于中国西藏自治区那曲市双湖县境内，地处双湖县北部，可可西里山南麓，金狮山东麓，若拉岗日西北。湖面海拔4807米，面积57平方公里。湖区气候寒冷干燥，年均气温-6～-4℃，年均降水量100～150毫米。湖水中富含钾，可开发利用。